# Rimuix d'Accad

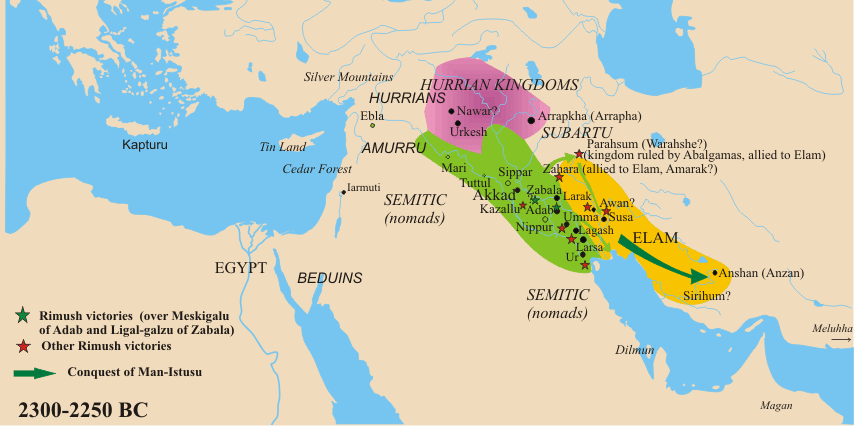
Imperi d'Akkad amb Rimuix i Manixtuixu

Imperi accadi a l'època de Rimuix

Rimuix d'Accad o Rimuš va ser el fill i successor de Sargon al capdavant de l'imperi d'Accad, i segons diu la Llista de reis sumeris va regnar nou anys.
Només arribar al poder es va enfrontar a revoltes generalitzades i va haver de reconquerir Adab (un any del seu regnat és anomenat "l'any en què Adab va ser destruïda"), Lagash, Umma Ur i Zabalam, que s'havien alçat contra el nou rei. Rimush va introduir la matança massiva i la destrucció a gran escala de les ciutats-estat sumèries, i va mantenir registres meticulosos de les seves destruccions. La majoria de les principals ciutats sumèries van ser destruïdes i les pèrdues humanes sumèries van ser enormes, Però Rimuix va poder sufocar les revoltes.
El tercer any del seu regnat va lliurar una guerra sagnant contra els seus veïns del regne d'Elam, d'Awan i Warakshe, altre cop col·ligats contra Accad. Consta també la seva victòria sobre Meskigalu d'Adab i Ligalgalzu de Zabalam. Se sap que va fundar una ciutat que duia el seu nom al nord de Nínive. S'ha trobat una inscripció de Rimuix a l'alt Khabur, a la fortalesa anomenada Tell Brak. Va morir cap al 2275 aC després de regnar uns 9 anys (algunes fonts diuen 7 o 15) sembla que de mort violenta per una revolta al palau, i el va succeir el seu germà més gran Manixtuixu.